# PFLI
Le Prove per la valutazione Fonologica del Linguaggio Infantile (PFLI) sono procedure diagnostiche atte a misurare oggettivamente i problemi fonologici di bambini e infanti con ridotte capacità linguistiche.
Le PFLI sono ampiamente usate in ambito logopedico per valutare  la sorgente dei ritardi di linguaggio tra problemi di percezione uditiva, neuromotori, cognitivi o fonatori.